# 크리스천 아추
크리스천 아추 트와삼(영어: Christian Atsu Twasam, 1992년 1월 10일 ~ 2023년 2월 6일)은 가나의 전직 축구 선수로 현역 시절 윙어로 활약했다.

## 선수 경력

### 클럽
2011년 포르투갈 프리메이라리가의 명문 FC 포르투에서 프로에 정식 데뷔하자마자 같은 리그의 히우 아브로 임대 이적 후 2011-12 시즌 공식전 30경기 6골의 준수한 활약을 펼친 뒤 2012-13 시즌을 앞두고 FC 포르투로 복귀하여 공식전 29경기 1골을 기록하면서 팀의 수페르타사 칸디두 드 올리베이라 2012 우승, 2012-13 시즌 리그 우승, 타사 다 리가 준우승 등에 일조했다.
그리고 잉글랜드 프리미어리그의 첼시 FC와 계약 체결 직후 네덜란드 에레디비시의 SBV 피테서로 임대 이적하여 2013-14 시즌 공식전 30경기 5골을 기록한 후 2014-15 시즌부터 2015-16 시즌까지 잉글랜드 프리미어리그의 에버턴 FC, AFC 본머스, 스페인 프리메라리가의 말라가 CF를 거친 후 2016-17 시즌을 앞두고 당시 EFL 챔피언십의 뉴캐슬 유나이티드 임대 이적을 통해 잉글랜드 무대에 복귀했다.
이후 2016-17 시즌 공식전 35경기 5골을 기록하며 팀의 EFL 챔피언십 우승 및 프리미어리그 2017-18 승격을 이끌어내는 맹활약에 힘입어 2016-17 시즌 이후 뉴캐슬로 완전 이적을 확정지었고 뉴캐슬로 완전 이적 후 2020-21 시즌까지 공식전 86경기 3골로 2016-17 시즌 잉글랜드 FA컵 8강을 이끄는 등 뉴캐슬의 핵심 미드필더로 맹활약했지만 2020-21 시즌에서는 전반기 로스터에 제외되는 등 거의 출전 기회를 부여받지 못했다.
그 후 2021-22 시즌을 앞두고 사우디 프로페셔널리그의 알라에드 FC 이적을 통해 잠시 유럽 무대를 떠나 아시아로 무대를 옮긴 이후 리그 8경기에 출전한 뒤 튀르키예 쉬페르리그 소속팀인 하타이스포르로 이적하며 1시즌만에 유럽 무대로 복귀했다.
그러나 2022-23 시즌이 진행 중이던 2023년 2월 6일 튀르키예에서 발생한 규모 7.8의 대지진으로 실종되었다가 구조되었다는 소식이 전해지기도 했으나 이는 오보로 밝혀졌고 지진 발생 12일만인 2월 18일 끝끝내 싸늘한 주검으로 발견되면서 31세의 나이로 생애를 마감했다.

### 국가대표팀
2012년 6월 1일 국제 A매치 데뷔전인 레소토와의 2014년 FIFA 월드컵 아프리카 지역 2차 예선 D조 1차전에서 A매치 데뷔골을 터뜨리며 팀의 7-0 대승에 기여했고이에 BBC는 '훌륭한 기대주'로 평가했으며 ESPN도 '민첩하고 기술적으로 인상적이었다'는 평가를 내렸다.
그 후 2019년까지 A매치 통산 65경기 9골을 터뜨리면서 2013년 아프리카 네이션스컵 4위, 2015년 아프리카 네이션스컵 준우승, 2017년 아프리카 네이션스컵 4위의 성적에 기여했고 특히 2015년 아프리카 네이션스컵에서 팀의 준우승을 이끈 공로를 인정받으며 이 대회 최우수선수상과 최우수 골의 영예를 안았고 2017년 아프리카 네이션스컵에서도 대회 베스트 11에 선정되기도 했다.
그리고 2014년 FIFA 월드컵 본선에도 출전하여 조별리그 3경기에 모두 출전했지만 팀은 G조 조별리그에서 미국, 독일, 포르투갈을 상대로 1무 2패·조 최하위라는 처참한 성적으로 3연속 월드컵 16강 진출에 실패하면서 체면을 구겼다.

## 사망
2023년 2월 6일, 아추는 2023년 튀르키예-시리아 지진 직후 실종되었다. 그는 지진 발생 후 안타키아에 있는 하타이스포르 본부 건물 잔해 속에 갇혀있을 것으로 추정되었다. 아추는 지진 발생 몇 시간 전에 튀르키예를 떠날 예정이었지만 하타이스포르의 관계자에 따르면 그가 2월 5일 경기에서 결승골을 넣은 후 클럽에 잔류 의사를 밝혔다고 전했다. 2월 7일, 클럽의 부회장인 무스타파 외자트는 아추가 구조되어 병원에서 회복중이라고 밝혔으나, 2월 8일에 볼칸 데미렐 감독은 아추와 팀의 스포츠 디렉터인 타네르 사부트가 아직 실종 상태라고 말했다. 2월 14일, 아추의 에이전트는 그의 신발 두 켤레가 발견되었지만 아추는 발견되지 않았다고 전했다. 2월 18일, 그의 에이전트는 그가 거주하고 있던 건물의 잔해에서 아추의 시신이 발견되었다는 확인을 받았고, 뉴스 매체는 대략 오전 6시(GMT)에 그의 사망을 보도하였다.

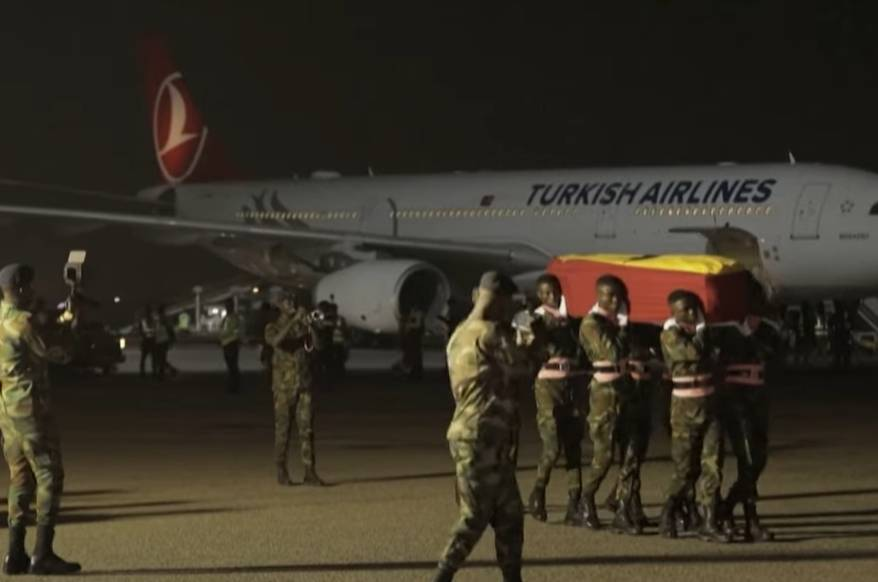
2023년 2월 20일, 아추의 장례식 행렬

아추의 전 소속팀인 뉴캐슬 유나이티드는 2월 18일 리버풀과의 경기에서 그를 추모하였다. 해당 경기에는 아추의 아내와 자녀들이 참석하였다. 또한 주말에 열린 다른 프리미어리그 경기에서도 추모의 물결이 이어졌다. 프리미어리그의 공식 트위터 계정은 다음과 같이 트윗하였다:
우리는 크리스천 아추가 튀르키예와 시리아를 강타한 지진으로 인하여 목숨을 잃었다는 소식에 깊은 슬픔을 느낍니다.
우리의 생각과 애도는 크리스천 아추의 가족과 지인들, 그리고 이 비극적인 사건으로 영향을 받은 모든 사람들과 함께 합니다.
— 

 2월 20일, 그의 시신은 튀르키예에서 그의 가족들이 있는 가나로 이송되었다. 가나의 부통령 마하무두 바우미아는 그의 장례식에서 추모 연설을 했고, 그를 기리는 군대 행렬이 열렸다. 2023년 3월 4일 토요일, 가나 아크라의 아지링가노 아스트로터프에서 크리스천 아추를 기리는 행사가 일주일간 개최되었다. 2023년 3월 17일, 아추는 아크라에 있는 주 의회의사당 앞마당에서 국가의 지원을 받아 장례식을 치렀고, 이후 그의 고향인 아다포아에 있는 "도고보메"에 안장되었다.

## 수상

### 클럽
FC 포르투
- 포르투갈 프리메이라리가 : 우승 (2012-13)
- 타사 다 리가 : 준우승 (2012-13)
- 수페르타사 칸디두 드 올리베이라 : 우승 (2012)

 뉴캐슬 유나이티드
- EFL 챔피언십 : 우승 (2016-17)

### 국가대표팀
가나
- 아프리카 네이션스컵 : 준우승 (2015), 4위 (2013, 2017)

### 개인
- SBV 피테서 올해의 선수 : 2013-14
- 아프리카 네이션스컵 MVP : 2015
- 아프리카 네이션스컵 최우수 골 : 2015
- 아프리카 네이션스컵 베스트 11 : 2017
- 아프리카 네이션스컵 토너먼트의 팀 : 2015, 2017